# Seznam dílů seriálu Terminátor: Příběh Sáry Connorové
Toto je seznam dílů seriálu Terminátor: Příběh Sáry Connorové. Americký televizní sci-fi seriál Terminátor: Příběh Sáry Connorové vysílala televize Fox v letech 2008–2009. Celkově vzniklo ve dvou řadách 31 dílů. První z nich měl svou premiéru 13. ledna 2008 a poslední 10. dubna 2009.

## Přehled řad
| Řada | Díly | Premiéra v USA | Premiéra v USA | Premiéra v ČR (Prima Cool) | Premiéra v ČR (Prima Cool) |
| Řada | Díly | První díl      | Poslední díl   | První díl                  | Poslední díl               |
| ---- | ---- | -------------- | -------------- | -------------------------- | -------------------------- |
| 1    | 9    | 13. ledna 2008 | 3. března 2008 | 2. července 2009           | 27. srpna 2009             |
| 2    | 22   | 8. září 2008   | 10. dubna 2009 | 3. září 2009               | 28. ledna 2010             |

## Seznam dílů

### První řada (2008)
| Č. v seriálu | Č. v řadě | Původní název      | Český název           | Režie                | Scénář                             | Premiéra v USA | Premiéra v ČR (Prima Cool) | Produkční kód | Sledovanost v USA (v mil.) |
| ------------ | --------- | ------------------ | --------------------- | -------------------- | ---------------------------------- | -------------- | -------------------------- | ------------- | -------------------------- |
| 1            | 1         | Pilot              | Pilot                 | David Nutter         | Josh Friedman                      | 13. ledna 2008 | 2. července 2009           | 276022        | 18,36                      |
| 2            | 2         | Gnothi Seauton     | Gnothi Seauton        | David Nutter         | Josh Friedman                      | 14. ledna 2008 | 9. července 2009           | 3T6851        | 10,08                      |
| 3            | 3         | The Turk           | Turek                 | Paul Edwards         | John Wirth                         | 21. ledna 2008 | 16. července 2009          | 3T6852        | 8,65                       |
| 4            | 4         | Heavy Metal        | Heavy Metal           | Sergio Mimica Gezzan | John Enbom                         | 4. února 2008  | 23. července 2009          | 3T6854        | 8,84                       |
| 5            | 5         | Queen's Gambit     | Královský gambit      | Matt Earl Beesley    | Natalie Chaidez                    | 11. února 2008 | 30. července 2009          | 3T6853        | 8,34                       |
| 6            | 6         | Dungeons & Dragons | Dračí doupě           | Jeffrey Hunt         | Ashley Edward Miller a Zack Stentz | 18. února 2008 | 6. srpna 2009              | 3T6858        | 8,09                       |
| 7            | 7         | The Demon Hand     | Ruka z krajních mezí  | Charles Beeson       | Toni Graphia                       | 25. února 2008 | 13. srpna 2009             | 3T6855        | 7,12                       |
| 8            | 8         | Vick's Chip        | A Vickův čip          | J. Miller Tobin      | Daniel T. Thomsen                  | 3. března 2008 | 20. srpna 2009             | 3T6857        | 7,98                       |
| 9            | 9         | What He Beheld     | A uslyšel jsem hřmění | Mike Rohl            | Ian Goldberg                       | 3. března 2008 | 27. srpna 2009             | 3T6856        | 8,29                       |

### Druhá řada (2008–2009)
| Č. v seriálu | Č. v řadě | Původní název                              | Český název                          | Režie                         | Scénář                             | Premiéra v USA     | Premiéra v ČR (Prima Cool) | Produkční kód | Sledovanost v USA (v mil.) |
| ------------ | --------- | ------------------------------------------ | ------------------------------------ | ----------------------------- | ---------------------------------- | ------------------ | -------------------------- | ------------- | -------------------------- |
| 10           | 1         | Samson and Delilah                         | Samson a Dalila                      | David Nutter                  | Josh Friedman                      | 8. září 2008       | 3. září 2009               | 3T7301        | 6,34                       |
| 11           | 2         | Automatic for the People                   | Boj o elektrárnu                     | Jeffrey Hunt                  | Natalie Chaidez                    | 15. září 2008      | 10. září 2009              | 3T7302        | 5,49                       |
| 12           | 3         | The Mousetrap                              | Past na myši                         | Bill Eagles                   | John Wirth                         | 22. září 2008      | 17. září 2009              | 3T7305        | 5,82                       |
| 13           | 4         | Allison from Palmdale                      | Allison z Palmdale                   | Charles Beeson                | Toni Graphia                       | 29. září 2008      | 24. září 2009              | 3T7304        | 5,53                       |
| 14           | 5         | Goodbye to All That                        | Sbohem všemu                         | Bryan Spicer                  | Ashley Edward Miller a Zack Stentz | 6. října 2008      | 1. října 2009              | 3T7303        | 5,61                       |
| 15           | 6         | The Tower Is Tall but the Fall Is Short    | Věž je vysoká, ale pád krátký        | Tawnia McKiernan              | Denise Thé                         | 20. října 2008     | 8. října 2009              | 3T7308        | 5,34                       |
| 16           | 7         | Brothers of Nablus                         | Bibličtí bratři                      | Milan Cheylov                 | Ian Goldberg                       | 3. listopadu 2008  | 15. října 2009             | 3T7306        | 5,16                       |
| 17           | 8         | Mr. Ferguson Is Ill Today                  | Pan Fergusson je dnes nemocný        | Michael Nankin                | Daniel T. Thomsen                  | 10. listopadu 2008 | 22. října 2009             | 3T7311        | 5,19                       |
| 18           | 9         | Complications                              | Komplikace                           | Steven DePaul                 | Ian Goldberg a John Wirth          | 17. listopadu 2008 | 29. října 2009             | 3T7309        | 5,31                       |
| 19           | 10        | Strange Things Happen at the One Two Point | Pravidla vždy neplatí                | Scott Peters                  | Ashley Edward Miller a Zack Stentz | 24. listopadu 2008 | 5. listopadu 2009          | 3T7310        | 4,62                       |
| 20           | 11        | Self Made Man                              | Muž, jenž začal z ničeho             | Holly Dale                    | Toni Graphia                       | 1. prosince 2008   | 12. listopadu 2009         | 3T7312        | 5,83                       |
| 21           | 12        | Alpine Fields                              | Rodina Fieldsova                     | Charles Beeson a Bryan Spicer | John Enbom                         | 8. prosince 2008   | 19. listopadu 2009         | 3T7307        | 5,21                       |
| 22           | 13        | Earthlings Welcome Here                    | Pozemšťané jsou zde vítáni           | Félix Enríquez Alcalá         | Natalie Chaidez                    | 15. prosince 2008  | 26. listopadu 2009         | 3T7313        | 5,29                       |
| 23           | 14        | The Good Wound                             | Staré a nové rány                    | Jeff Woolnough                | Ashley Edward Miller a Zack Stentz | 13. února 2009     | 3. prosince 2009           | 3T7314        | 3,52                       |
| 24           | 15        | Desert Cantos                              | Zpěvy pouště                         | J. Miller Tobin               | Ian Goldberg a John Wirth          | 20. února 2009     | 10. prosince 2009          | 3T7315        | 3,84                       |
| 25           | 16        | Some Must Watch, While Some Must Sleep     | Někdo musí bdít, když jiní musí spát | Scott Lautanen                | Natalie Chaidez a Denise Thé       | 27. února 2009     | 17. prosince 2009          | 3T7316        | 3,42                       |
| 26           | 17        | Ourselves Alone                            | Jen my sami                          | Jeff Woolnough                | Toni Graphia a Daniel T. Thomsen   | 6. března 2009     | 24. prosince 2009          | 3T7317        | 2,96                       |
| 27           | 18        | Today Is the Day (Part 1)                  | Den D (1. část)                      | Guy Norman Bee                | Ashley Edward Miller a Zack Stentz | 13. března 2009    | 31. prosince 2009          | 3T7318        | 3,50                       |
| 28           | 19        | Today Is the Day (Part 2)                  | Den D (2. část)                      | Guy Norman Bee                | Ashley Edward Miller a Zack Stentz | 20. března 2009    | 7. ledna 2010              | 3T7321        | 3,65                       |
| 29           | 20        | To the Lighthouse                          | K majáku                             | Guy Ferland                   | Natalie Chaidez                    | 27. března 2009    | 14. ledna 2010             | 3T7319        | 3,83                       |
| 30           | 21        | Adam Raised a Cain                         | Ábel nebo Kain                       | Charles Beeson                | Toni Graphia                       | 3. dubna 2009      | 21. ledna 2010             | 3T7320        | 3,35                       |
| 31           | 22        | Born to Run                                | Zrozen k útěku                       | Jeffrey Hunt                  | Josh Friedman                      | 10. dubna 2009     | 28. ledna 2010             | 3T7322        | 3,60                       |